# تپه نور بالاجوق
تپه نور بالاجوق مربوط به دوران پیش از تاریخ ایران باستان است و در روضه چای، داخل شهر واقع شده و این اثر در تاریخ ۱ آبان ۱۳۴۴ با شمارهٔ ثبت ۴۴۲ به‌عنوان یکی از آثار ملی ایران به ثبت رسیده است.